# Etat (wojsko)
Etat jednostki wojskowej – dokument określający strukturę organizacyjną jednostki wojskowej i podległość jej poszczególnych ogniw. 
Etat określa stan osobowy, tj. wyszczególnia liczba i rodzaje stanowisk służbowych, ich parametry, takie jak: stopień etatowy, wymagania kwalifikacyjne, specjalność wojskową czy grupę uposażenia. Liczba i rodzaj sprzętu etatowego (uzbrojenia, środków transportu, sprzętu technicznego, środków łączności radiowej itp.) należących do tej jednostki.
W okresie  II RP etaty opracowywano w formie tabelarycznej. Tabela opiewała należności stanowisk służbowych, pojazdów i uzbrojenia dla komórki etatowej wielkości kompania lub samodzielny pluton. W odróżnieniu od obecnych etatów, nie określał on takich parametrów jak: wymagania kwalifikacyjne, specjalność wojskową czy grupę uposażenia.
Etaty początkowo opracowywano w formie rękopisów na sformalizowanych arkuszach (projekty), maszynopisów na sformalizowanych arkuszach (etaty zatwierdzone i często również projekty), potem coraz częściej jako wydruki na arkuszach formatu A-3 (etaty zatwierdzone). Stanowiły one moduły z których "budowano" jednostkę. Na poszczególnych etatach kompanijnych bywały często odnośniki odsyłające do innego etatu kompanijnego w ramach większej jednostki organizacyjnej takiej jak pułk. Etat jako arkusz dotyczył kompanii (albo równorzędnego: szwadronu, baterii lub eskadry) lub samodzielnego plutonu jako modułu etatowo-organizacyjnego. Liczby były podawane za ten moduł etatowy. Jeżeli w drużynie było 4 strzelców, to w etacie był zapis STRZELEC - 4 i dotyczyło to pierwszej drużyny. Poniżej był zapis mający najczęściej następujące brzmienie: II-ga i III-cia drużyna jak I-sza. Jeszcze niżej był zapis: II-gi i III-ci pluton jak I-szy.
Oddziały były formowane według etatów oznaczanych następująco: np. dywizjony pancerne były formowane na czas "W" według etatu Sztab Główny – Oddział I – L.dz. 3063/Mob.Org.37 – Organizacja broni pancernych na stopie wojennej – Dywizjon pancerny. Wszystkie dywizjony były formowane według tego samego etatu (składał się on z 4 arkuszy etatowych: nr 1 – dowództwo dywizjonu, nr 2 – szwadron samochodów pancernych typu „A”, nr 3 – szwadron samochodów pancernych typu „B”, nr 4 – szwadron czołgów rozpoznawczych. Zasada ta dotyczyła wszystkich jednostek. Należy zaznaczyć, że etaty wojenne były inne niż pokojowe - inne tzn. były to zupełnie inne dokumenty.  
Po wojnie, ze względu na zróżnicowanie sprzętu i różny stopień rozwinięcia jednostek wprowadzono różne etaty - ale na zasadzie jeden wspólny dla kilku, kilkunastu jednostek. Przedstawienie liczby komórek, stanowisk i sprzętu było oznaczane następująco: np. jeżeli w drużynie jest etatowo 4 strzelców (a drużyn w plutonie 3, plutonów w kompanii 3 i kompanii w batalionie 3), to w etatach powojennych było to oznaczane: STRZELEC - 108. Z tym, że aby określić liczbę stanowisk etatowych danej funkcji, należało popatrzeć na liczbę komórek organizacyjnych, które były wymienione wyżej i odpowiednio to podzielić.
W etatach zarówno przedwojennych jak i powojennych, liczby stanowisk oznaczane były różnymi liczbami - w zależności od tego, ile ich było w danej komórce organizacyjnej. 
Od 2004 obowiązują etaty inne dla każdej jednostki. Numer etatu, to jednocześnie początek NIS (Numer Identyfikacyjny Stanowiska). Każde stanowisko etatowe ma taki unikatowy numer. Stąd - osobny etat dla każdej jednostki. Stanowiska służbowe oznaczane są tylko liczbą "1". Każda komórka jest wymieniana osobno (nawet jeżeli się powtarza) i każde stanowisko w ramach danej komórki jest wymieniane osobno (nawet jeżeli się powtarza). 
Jeszcze inaczej jest to przedstawiane (lub było) np. w etatach amerykańskich czy brytyjskich – stosowano tam moduły organizacyjno-etatowe zbliżone do polskich z okresu międzywojennego, ale wyliczenie stanowisk i sprzętu – w sposób zbliżony do polskich powojennych. 
Opracowanie projektu etatu wymagało od ich autorów dużej wiedzy interdyscyplinarnej z dziedziny nauk wojennych. Oprócz wiedzy z zagadnień związanych z taktyką danego rodzaju broni, autor etatu powinien posiadać wiedzę o organizacji dowodzenia, łączności oraz całokształcie zabezpieczenia logistycznego (tyłowego) – często zagadnień specyficznych dla danego rodzaju jednostki. Projekty etatów poddawane były gruntownej analizie. Autorzy lub zespoły autorskie w ramach uzasadniania takich czy innych rozwiązań organizacyjno-etatowych pisali tzw. referaty. Było to o tyle ważne, że opracowane etaty rzutowały na sprawność organizacyjną w skali całego wojska. Błędy popełnione przy budowie etatu mogły mieć katastrofalne skutki w postaci niewydolności systemu dowodzenia i łączności, oraz systemów logistycznych itp. 
Etatyzacja w wojsku jest podstawą formowania jednostek i ich funkcjonowania,  ma decydujący wpływ na życie małych i dużych organizmów wojskowych, decyduje jako czynnik podstawowy o ich skutecznym użyciu podczas wojny. Wadliwie „skonstruowana” jednostka wojskowa niczym upośledzony, chory organizm ma minimalne szanse na przetrwanie konfrontacji z przeciwnikiem. Talent dowódców i męstwo oraz poświęcenie żołnierzy ma tu znaczenie wtórne i niewielkie szanse na nadrobienie błędów popełnionych podczas tworzenia etatu.
Wynika z tego, że dobrze opracowany etat ma kluczowe znaczenie dla powodzenia działań jednostki – zarówno w działalności pokojowej, jak i podczas realizacji zadań wynikających z jej wojennego przeznaczenia.